# David Gilford
Pour les articles homonymes, voir Gilford.
David Gilford, né le 14 septembre 1965 à Crewe, est un golfeur anglais
Passé professionnel en 1986, il a remporté 6 tournois sur le Circuit Européen, finissant deux fois dans le top 10 à l'ordre du mérite européen , 9e en 1991 et 7e en 1994 ce qui lui procure deux sélections dans l'équipe européenne de Ryder Cup.

## Palmarès

### Ryder Cup
- Participation en 1991, 1995

### Circuit Européen
- 1991 NM Open d'Angleterre
- 1992 Open du Maroc
- 1993 Open du Maroc, Open du Portugal
- 1994 Turespana Open de Tenerife, Open Européen